# Шоппманн, Жюльетт
Жюльетт Шоппманн (нем. Juliette Schoppmann; род. 18 марта 1980, Штаде) — немецкая певица, участница первого сезона шоу «Германия ищет суперзвезду».

## Биография
Родилась в семье француженки и немца. Занялась музыкой в 1991 году в школе Гамбургской государственной оперы, окончила её в 1996 году. Прошла обучение на проекте Stella R1 Academy в Гамбурге. Участвовала в шоу «Deutschland sucht den Superstar», вышла в финал турнира, заняв второе место с 29,9 % голосов. Первый альбом выпустила в 2003 году, в 2004 году заключила контракт с SonyBMG. Занималась продюсированием певицы Линды Теодосиу, писала песни для певцов Швеции, Франции, Великобритании и Японии. В начале 2010 года выступила на разогреве группы Rockits с певицей Кейт Холл.

## Дискография

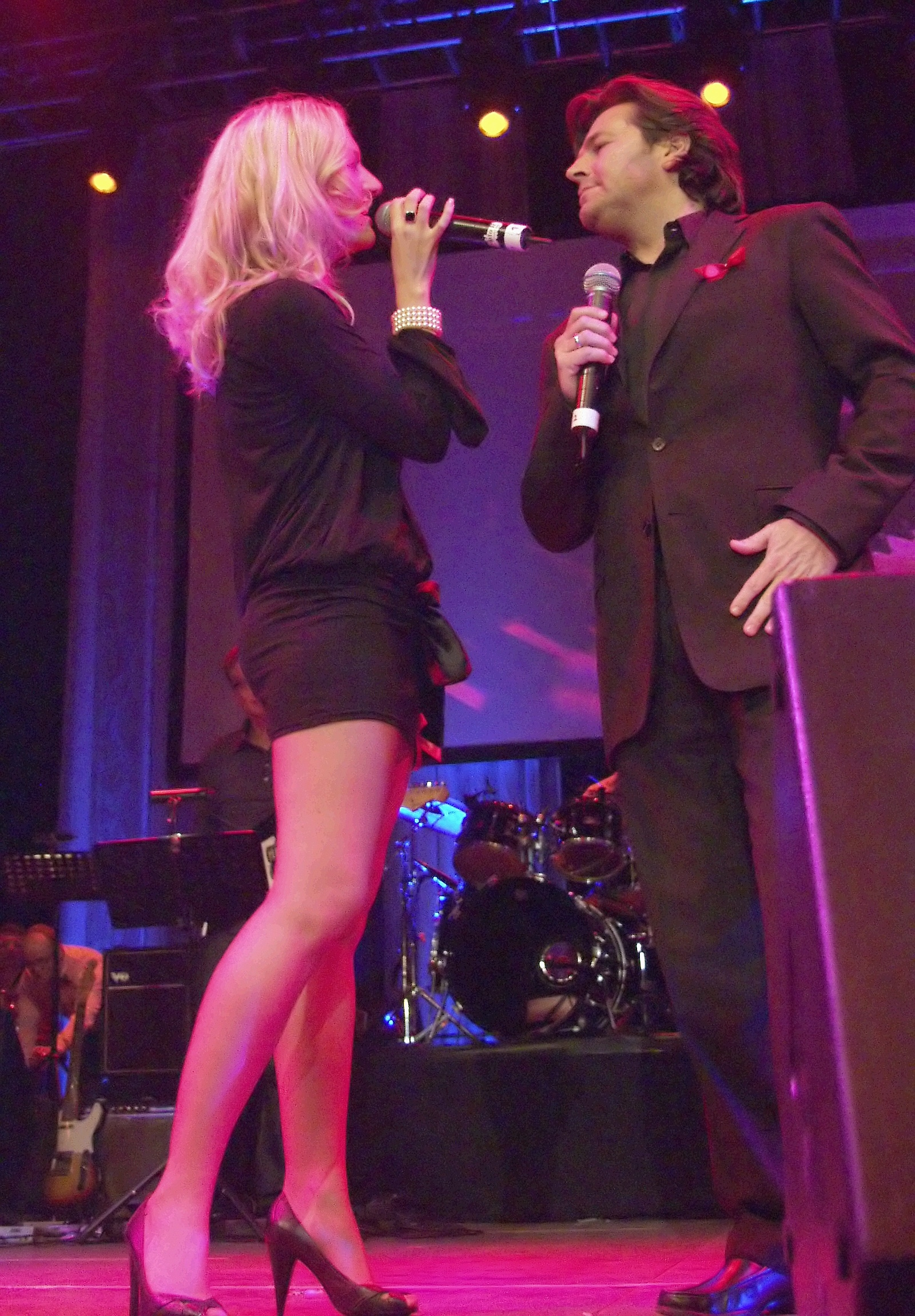
Шоппманн выступает с Томасом Андерсом в 2007 году

### Студийные альбомы
| Год  | Название | Место в чартах       | Место в чартах    | Место в чартах      | Примечание                  |
| Год  | Название | Media-Control-Charts | Ö3 Austria Top 40 | Schweizer Hitparade | Примечание                  |
| ---- | -------- | -------------------- | ----------------- | ------------------- | --------------------------- |
| 2004 | Unique   | 15 (5 недель)        | —                 | 74 (2 недели)       | Дата выхода: 9 февраля 2004 |

### Синглы
| Год  | Название               | Место в чартах       | Место в чартах    | Место в чартах      | Примечание                   |
| Год  | Название               | Media-Control-Charts | Ö3 Austria Top 40 | Schweizer Hitparade | Примечание                   |
| ---- | ---------------------- | -------------------- | ----------------- | ------------------- | ---------------------------- |
| 2003 | Calling You Unique     | 10 (22 недели)       | 56 (3 недели)     | 23 (10 недель)      | Дата выхода: 23 июня 2003    |
| 2003 | Only Uh Uh… Unique     | 60 (3 недели)        | —                 | 72 (неделя)         | Дата выхода: 13 октября 2003 |
| 2004 | I Still Believe Unique | 9 (8 недель)         | —                 | 100 (неделя)        | Дата выхода: 12 января 2004  |

### Сотрудничество
| Год  | Название   | Исполнитель    | Альбом         | Деятельность |
| ---- | ---------- | -------------- | -------------- | ------------ |
| 2009 | Good at It | Линда Теодосиу | Under Pressure | Композитор   |